# 許誠毅
許誠毅，BBS（Raman Hui，1963年7月4日），是華裔美國人、電腦動畫師與導演，現居於洛杉磯。曾在美國荷里活參與多部動畫製作。

## 生平
許誠毅出生於香港，畢業於聖若瑟英文中學，1984年畢業於香港理工學院平面設計系，其後曾參與香港商品「維他朱古力奶」的廣告 及以無綫電視編導身份參與《成語動畫廊》「愚公移山」的製作，1988年在加拿大的瑟丹學院（Sheridan College）學習電腦動畫製作，後來進入夢工場動畫的前身太平洋數位影像公司（Pacific Data Images）工作。
他曾參與1994年《棒球天使》（Angels in the Outfield）與1995年《蝙蝠俠3》（Batman Forever）的動畫製作，並在1998年的動畫電影《小蟻雄兵》（Antz）擔任人物設計與動畫指導。也在2005年的《荒失失奇兵》（Madagascar）參與製作。2007年，與克里斯·米勒（Chris Miller）合導電腦動畫喜劇史瑞克系列電影（Shrek film series）中的《史瑞克三世》，這是他執導的第一部長片。他在整個系列的前兩集作品則是擔任動畫監製。他另外也執導過兩部動畫短片：《Sleepy Guy》（1994年）與《Fat Cat on a Diet》（2000年）。
因為《史瑞克三世》與《史瑞克系列》的成功，而獲得「史力加之父」之美譽。2007年3月獲選首屆香港數碼娛樂業風雲人物，也與克里斯·米勒（Chris Miller）一起被美國國家影院業主協會（NATO）所舉辦的「ShoWest電影市場展」選為年度風雲動畫導演。

## 作品列表

### 電影
- 2015年《捉妖記》
- 2018年《捉妖記2》
- 2024年《老虎的學徒（英语：The Tiger's Apprentice (film)）》

### 動畫電影
- 2007年《史瑞克三世》（Shrek film series）
- 2005年《荒失失奇兵》（Madagascar）
- 1998年《小蟻雄兵》（Antz）
- 1995年《蝙蝠俠3》（Batman Forever）
- 1994年《棒球天使》（Angels in the Outfield）

### 動畫短片
- 《蓋世五俠的秘密》（2008年，功夫熊貓外傳[1]，Kung Fu Panda: Secrets of the Furious Five[7]）
- 《Fat Cat on a Diet》（2000年）
- 《Sleepy Guy》（1994年）
- 《三小惡貓》（2012年，鞋貓劍客番外篇[1]，Puss in Boots: The Three Diablos[7]）

## 獎項
- 第10屆香港電影導演會年度大獎新晉導演獎《捉妖記》
- 第35屆香港電影金像獎新晉導演獎《捉妖記》

## 外部連結
- 許誠毅在互联网电影资料库（IMDb）上的資料（英文）
- 許誠毅在香港影庫上的簡介
- 許誠毅在豆瓣上的资料（简体中文）
- （英文）Miller, Hui and Warner on Shrek the Third （页面存档备份，存于）
- （英文）Dialogue: Chris Miller & Raman Hui